# The Name Chapter: Temptation
El The Name Chapter: Temptation (estilizado como The Name Chapter:TEMPTATION) es el quinto EP del grupo surcoreano Tomorrow X Together. Fue lanzado el 27 de enero de 2023 mediante Big Hit Music y Republic Records. Consiste de cinco canciones, incluyendo al sencillo principal «Sugar Rush Ride».

## Antecedentes
En noviembre de 2022, a través de una sesión corporativa de Hybe, se darían los primeros indicios del próximo álbum de TXT a estrenarse en enero de 2023. Finalmente el EP fue anunciado en redes sociales el 14 de diciembre de 2022, con fecha a lanzarse el 27 de enero de 2023.

## Lista de canciones
| The Name Chapter: Temptation |                               | |                        |          |  |
| N.º                          | Título                        | Escritor(es) | Productor(es)          | Duración |  |
| 1.                           | «Devil By The Window»         | Slow Rabbit, BVLSH y Chris James | Slow Rabbit            | 3:06     |  |
| 2.                           | «Sugar Rush Ride»             | Slow Rabbit, Sofia Kay, Supreme Boi, Cazzi Opeia, "Hitman" Bang, Salem Ilese, Krysta Youngs, Myah Marie y Ollipop                                                            | Slow Rabbit            | 3:07     |  |
| 3.                           | «Happy Fools» (ft. Coi Leray) | Slow Rabbit, Yeonjun, Beomgyu, Taehyun, Soobin, Hueningkai, Coi Leray, Akil "worldwidefresh" King y Revin                                                                    | Slow Rabbit            | 2:36     |  |
| 4.                           | «Tinnitus»                    | Yeonjun, Taehyun, Danke, Ebby, Dystinkt Beats, Smash David, David Cabral, Stella Jang, Jeon Ji-eun, Lee Seu-ran, Jo Yoon-kyung y January 8th                                 | Dystinkt Beats y David | 2:37     |  |
| 5.                           | «Farewell, Neverland»         | Yeonjun, "Hitman" Bang, Danke, Carson Thatcher, El Capitxn, Joseph Kurbanov, Revin, James Sullivan, Jake Torrey, Peter Thomas, Carlebecker, Ellen Berg, Jeong Jin-woo y Jang | Thatcher               | 3:01     |  |

## Posicionamiento en listas
| Lista                                | Mejor posición |
| ------------------------------------ | -------------- |
| Alemania (Ö3 Austria)                | 12             |
| Austria (Offizielle Deutsche Charts) | 4              |
| Bélgica (Ultratop Flandes)           | 5              |
| Bélgica (Ultratop Valonia)           | 4              |
| Canadá (Billboard Canadian Albums)   | 15             |
| Corea del Sur (Circle Chart)         | 1              |
| Dinamarca (Hitlisten)                | 40             |
| España (PROMUSICAE)                  | 20             |
| Estados Unidos (Billboard 200)       | 1              |
| Francia (SNEP)                       | 3              |
| Hungría (MAHASZ)                     | 1              |
| Italia (FIMI)                        | 52             |
| Japón (Oricon)                       | 1              |
| Japón (Billboard Japan)              | 1              |
| Países Bajos (Dutch Charts)          | 26             |
| Suecia (Sverigetopplistan)           | 17             |
| Suiza (Schweizer Hitparade)          | 3              |